# Триніше-Мошево
Триніше-Мошево (пол. Trynisze-Moszewo) — село в Польщі, у гміні Боґути-П'янки Островського повіту Мазовецького воєводства.
Населення — 50 осіб (2011).
У 1975-1998 роках село належало до Ломжинського воєводства.

## Демографія
Демографічна структура станом на 31 березня 2011 року:
|          | Загалом | Допрацездатний вік | Працездатний вік | Постпрацездатний вік |
| -------- | ------- | ------------------ | ---------------- | -------------------- |
| Чоловіки | 31      | 4                  | 22               | 5                    |
| Жінки    | 19      | 1                  | 12               | 6                    |
| Разом    | 50      | 5                  | 34               | 11                   |